# Витамин Е
Витамин E (токоферо̀л, витамин на плодовитостта; от гръцки токос – потомство и феро – нося) е мастно разтворим витамин, представляващ важен антиоксидант. В природата съществуват осем различни изомера, които се отличават по своята биологична активност и функция за организма. Като антиоксидант той предпазва мембраните на клетките от натрупване на токсични продукти, каквато е например млечната киселина. Недостигът му е причина за получаване на анемия. Съдържа се в растителното и животинското масло, зеленчуци, мляко, яйца, черен дроб, месо, а така също в зародиш на житни растения. В качеството си на хранителна добавка се обозначава като E307 (α-токоферол), E308 (γ-токоферол) и E309 (δ-токоферол).

## Фармакологични свойства
Участва в процеса на синтеза на хемоглобина и белтъците, растежа на клетките и доставянето на кислород до тях.

## Недостиг на витамин Е
- Склонност на еритроцитите към хемолиза.
- Некроза на черния дроб, която се предизвиква от приемането на големи количества мазнини богати на ненаситени мастни киселини.
- Мускулна дистрофия.
- Засягане на мозъчни участъци предимно от малкия мозък.
- Нарушения в размножаването, атрофия на семенниците, безплодие, ранна ембрионална смъртност.

## Приложение в медицината
- При мускулни дистрофии.
- Заболявания на черния дроб.
- Предразположение към аборт.
- При показания за приложение на антиоксиданти.